# 前50年
| 千纪： | 前1千纪 |
| 世纪： | 前2世纪 \| 前1世纪 \| 1世纪                                                                                |
| 年代： | 前80年代 \| 前70年代 \| 前60年代 \| 前50年代 \| 前40年代 \| 前30年代 \| 前20年代                           |
| 年份： | 前55年 \| 前54年 \| 前53年 \| 前52年 \| 前51年 \| 前50年 \| 前49年 \| 前48年 \| 前47年 \| 前46年 \| 前45年 |
| 纪年： | 西汉甘露四年                                                                                               |

## 大事记
- 《高廬戰記》把這一年定為凱撒平定高廬，高廬戰爭正式終結的年度。

## 逝世
- 阿里斯托布魯斯二世，希伯來人，猶太國家哈斯莫尼安王朝的國王，遭刺身亡。